# Prométhium
Cet article possède des paronymes, voir Promethea, Promethean, Prométhée, Promethee, Promethei, Promethes et Prometheus.
Le prométhium (anciennement prométhéum puis promethium) est un élément chimique, de symbole Pm et de numéro atomique 61. Avec le technétium, il est l'un des deux seuls éléments plus légers que le bismuth à n'avoir aucun isotope stable. Ce lanthanide est présent dans le milieu naturel à l'état de traces comme produit de fission spontanée de l'uranium 238 et de désintégration α de l'europium 151 : ces deux sources entretiendraient une masse totale de prométhium naturel sur Terre de 560 g et 12 g respectivement. Il est notamment présent dans le minerai d'uranium à hauteur de 4 g pour 1012 tonnes de pechblende. On l'a identifié également parmi les raies spectrales de l'étoile HR 465 de la constellation d'Andromède, et peut-être aussi dans celles de l'étoile de Przybylski (HD 101065) et de l'étoile HD 965.
Le nom de cet élément provient de Prométhée, un Titan de la mythologie grecque qui a volé le feu aux dieux.

## Caractéristiques notables
Le prométhium est un émetteur de particules bêta, il n'émet pas de rayonnement gamma. On ne connaît toujours pas bien les propriétés du prométhium métallique, mais deux formes allotropiques existent. Les sels de prométhium, par exemple le mélange de 147Pm2O et de ZnS/Cu2+, sont faiblement luminescents dans le noir avec une lueur bleue ou verte causée par leur haute radioactivité.

## Isotopes
Le prométhium ne possède pas d'isotope stable. Le radioisotope le plus stable, le prométhium 145, a une période radioactive d'environ 17,7 années.

## Applications

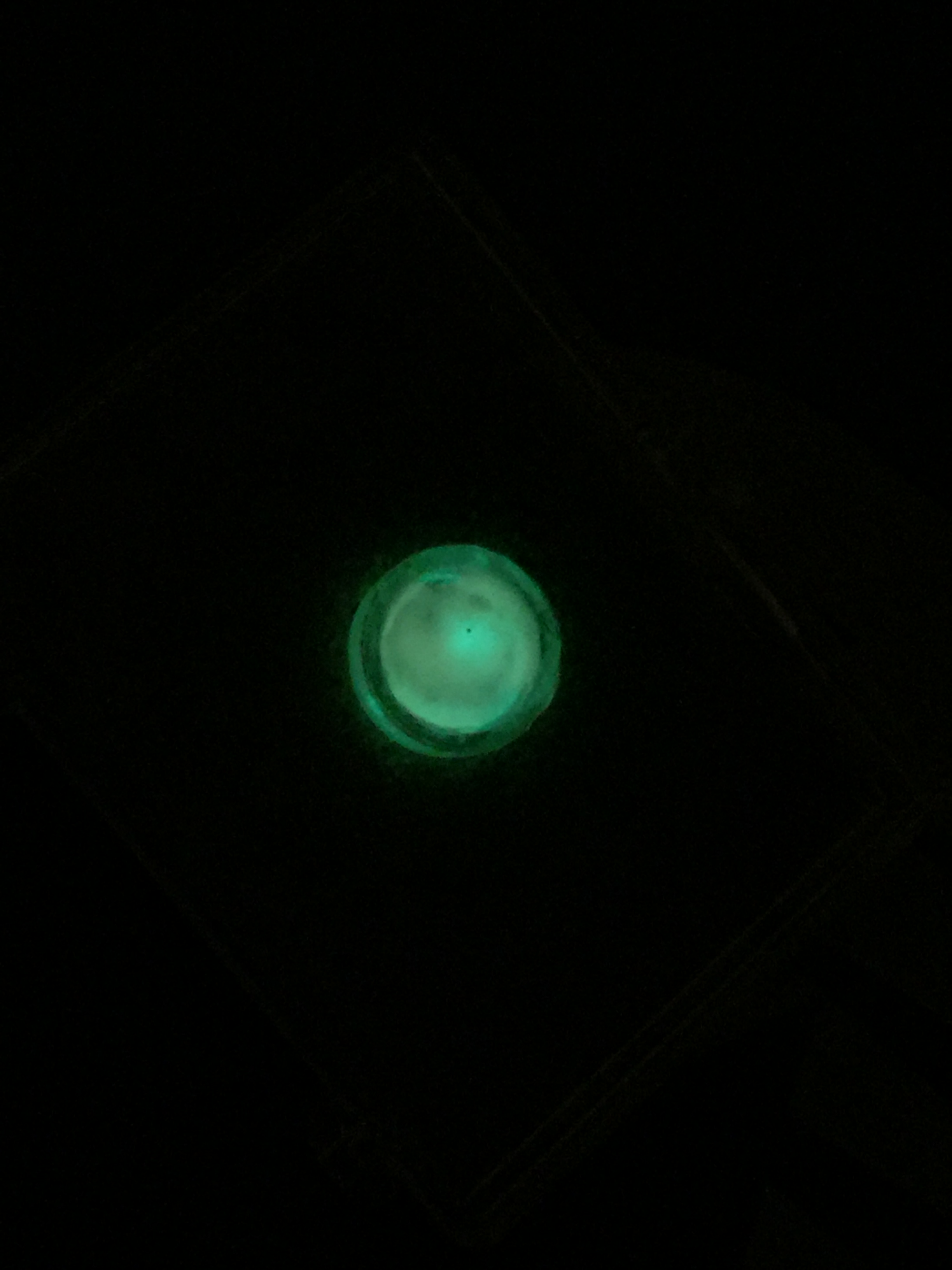
Un échantillon de chlorure de promethium (III), utilisé comme source luminescente.

L'élément ne possède pas d'autre application courante que les composés luminescents du fait de sa radioactivité. Il a également été utilisé comme source de chaleur dans le cadre du Systems Nuclear Auxiliary Powers et dans des stimulateurs cardiaques. Son usage en tant que source potentielle de rayons X portable est présentement à l'étude,.

## Histoire

### Prédiction
L'existence du prométhium a d'abord été prédite par Bohuslav Brauner en 1902. Au cours de ses recherches sur les propriétés chimiques des terres rares, Il trouve des différences entre le néodyme et le samarium plus fortes qu'entre d'autres lanthanides voisins. Cette prédiction a été soutenue en 1914 par Henry Moseley qui, ayant découvert que le numéro atomique est une propriété des éléments expérimentalement mesurable, a constaté qu'aucun élément connu n'avait le numéro atomique 61. Avec la connaissance de cette lacune dans le tableau périodique des éléments, plusieurs groupes ont commencé à rechercher l'élément 61 parmi les autres terres rares dans le milieu naturel.

### Florentium et illinium
La première déclaration d'une découverte a été publiée par les scientifiques italiens Luigi Rolla et Lorenzo de Florence Fernandes. Après la séparation d'un concentré de nitrate de didyme issu de monazite brésilienne par cristallisation fractionnée, ils obtiennent une solution contenant principalement du samarium. Cette solution donne un spectre en rayons X attribué au samarium et à l'élément 61. En l'honneur de leur ville, ils nomment l'élément 61 florentium. Les résultats ont été publiés en 1926, mais les scientifiques ont déclaré que les expériences avaient été effectuées en 1924,,,,,.
Également en 1926, un groupe de scientifiques de l'Université de l'Illinois à Urbana-Champaign, Smith Hopkins et Len Yntema publient la découverte de l'élément 61. Ils l'appellent illinium (Il), d'après le nom de leur université,,.
Ces deux découvertes sont maintenant connues pour être erronées car il n'y a pas d'isotopes stables ou de longue demi-vie du prométhium, il n'y en avait donc pas à trouver dans ces sources.

### Cyclonium
En 1941, J. B. Kurbatov H. B. Law, M. L. Pool et L. L. Quill annoncent la découverte de deux isotopes de l'élément 61 à partir du bombardement d'une cible de samarium avec des protons et des deutérons. Ils renomment l'élément cyclonium (Cy). Cependant, l'isolation de l'élément n'a pas été réalisée et son spectre n'a pas été déterminé, si bien qu'il n'existe pas d'indices directs de l'existence du cyclonium.

### Véritable prométhium
Le prométhium a été produit et caractérisé pour la première fois en 1945, à l'Oak Ridge National Laboratory (ORNL), Tennessee, par Jacob A. Marinsky, Lawrence E. Glendenin et Charles D. Coryell en séparant et analysant les produits de fission de l'uranium irradié dans le réacteur graphite X-10. Cependant, étant trop occupés par les recherches militaires liées à la Seconde Guerre mondiale, ils n'annoncent leur découverte qu'en 1947. Le nom prométhium est dérivé de Prométhée, un Titan de la mythologie grecque, qui vola le feu de l'Olympe et l'offrit à l'humanité. Ce nom a été suggéré par Grace Marie Coryell, l'épouse de Charles Coryell, qui estima qu'ils avaient volé le feu aux dieux.
En 1963, des techniques d'échange d'ions sont utilisées à l'ORNL pour préparer une dizaine de grammes de prométhéum à partir des déchets de réacteurs nucléaires,.
Aujourd'hui, en 2012, le prométhium est encore récupéré comme sous-produit de fission de l'uranium. Il peut être également obtenu en bombardant du néodyme 146, 146Nd, avec des neutrons ce qui le transforme en 147Nd qui se désintègre par émission β− , avec une demi-vie de 11 jours, en prométhium 147, 147Pm.

## Influences culturelles
- Une substance appelée Prométhium est utilisée dans l'univers fictif du jeu de figurines Warhammer 40,000 et fait office de carburant extrêmement inflammable.
- Prométhium est le nom de la reine de l'Empire Mécanique dans l'univers de Leiji Matsumoto. Elle apparait dans la série Galaxy Express 999.
- L'élément 61 est l'enjeu du roman "Lost Temple" de Tom Harper (Arrow Books, 2007).
- Dans le MMORPG Runescape, un métal du nom de prométhium peut être retrouvé.
- Dans la série télévisée américaine Terra Nova, les disques durs sont à base de prométhium, métal en pénurie [27].
- Dans la série télévisée américaine The Flash (saison 2 - épisode 15) le méta-humain King Shark est évacué via un conteneur en prométhium, métal réputé impénétrable.
- Dans la série télévisée américaine Supergirl (saison 2 - épisode 2) les parties bioniques du cyborg Metallo sont faites de Promethium épuisé, ce métal étant très instable il est capable de générer et d'absorber des quantités d'énergie presque illimitées.
- Dans le jeu en ligne Forge of Empires, le prométhium est la ressource spéciale du Futur Arctique ; on l'obtient quasi seulement en lançant une expédition dans le Nord. Elle est impossible à produire ou à échanger sur le marché.
- Dans la série Stranger Things, le prométhium est le nom du composé que Dustin pense avoir trouvé dans la base russe située sous le centre commercial.
- Prométhium est le titre d'une bande dessinée créé par Séverine de la Croix, Guillaume Pitron et Jérôme Lavoix. La bande dessinée est librement adaptée du livre La Guerre des métaux rares par Guillaume Pitron.